# Santa Maria de Planès
L'església de Santa Maria de Planès, o de la Mare de Déu de la Mercè (Notre-Dame de la Merci en francès), és un edifici romànic, probablement del segle xi, situat en el veïnat de l'Església del poble de Planès, de la comarca del Conflent, a la Catalunya del Nord.

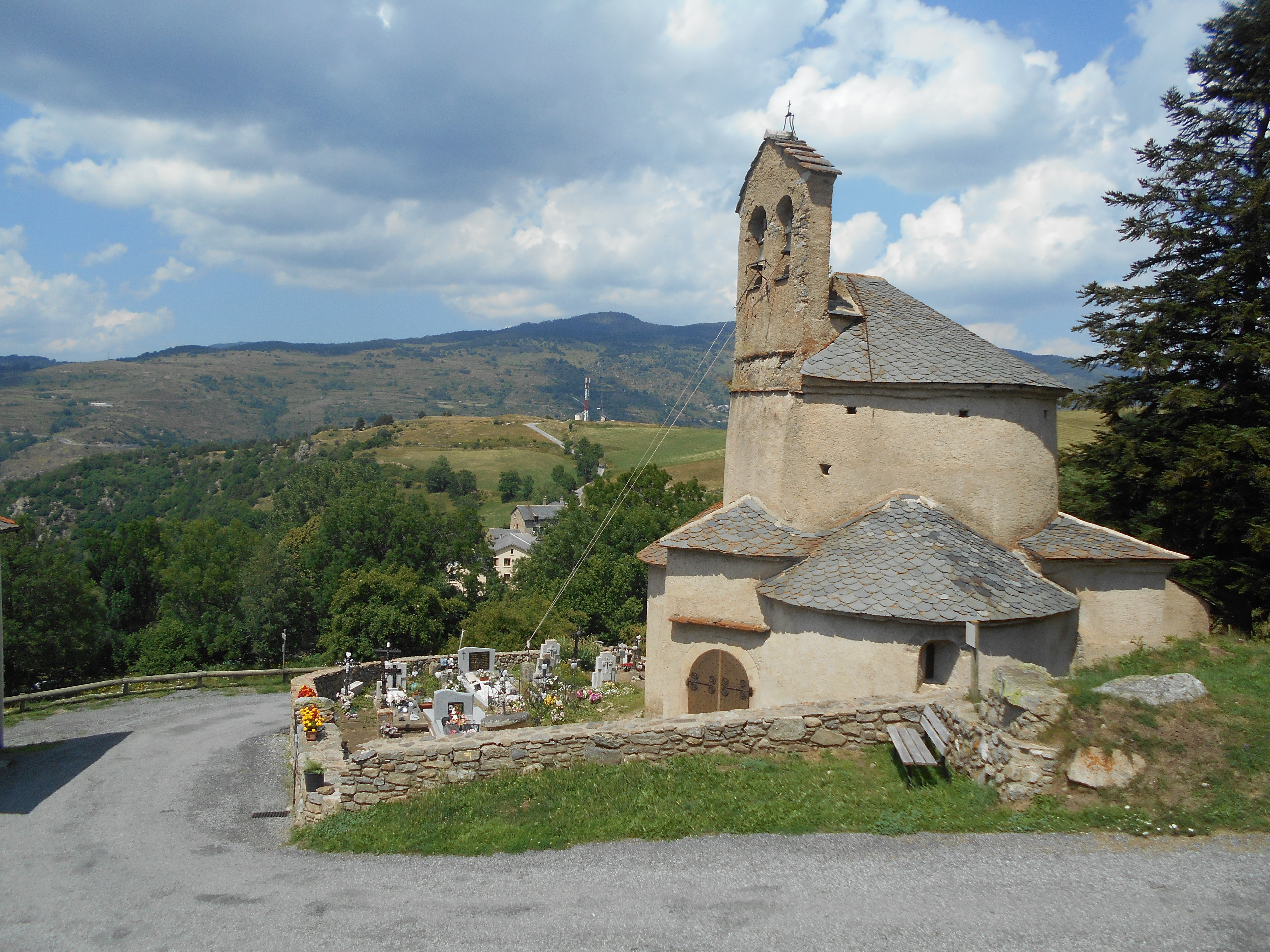
L'església, de migdia

Està situada a l'extrem nord del veïnat de l'Església de Planès, o Planès de l'Església, a prop al sud-est del veïnat de Planès de Dellà. És al bell mig del cementiri del poble.
Popularment se l'anomena la Mesquita, atribuint-li un origen musulmà, com es dona, d'altra banda, en molts altres monuments antics, que s'atribueixen al temps dels moros, com a mostra de la seva antigor.

## Descripció

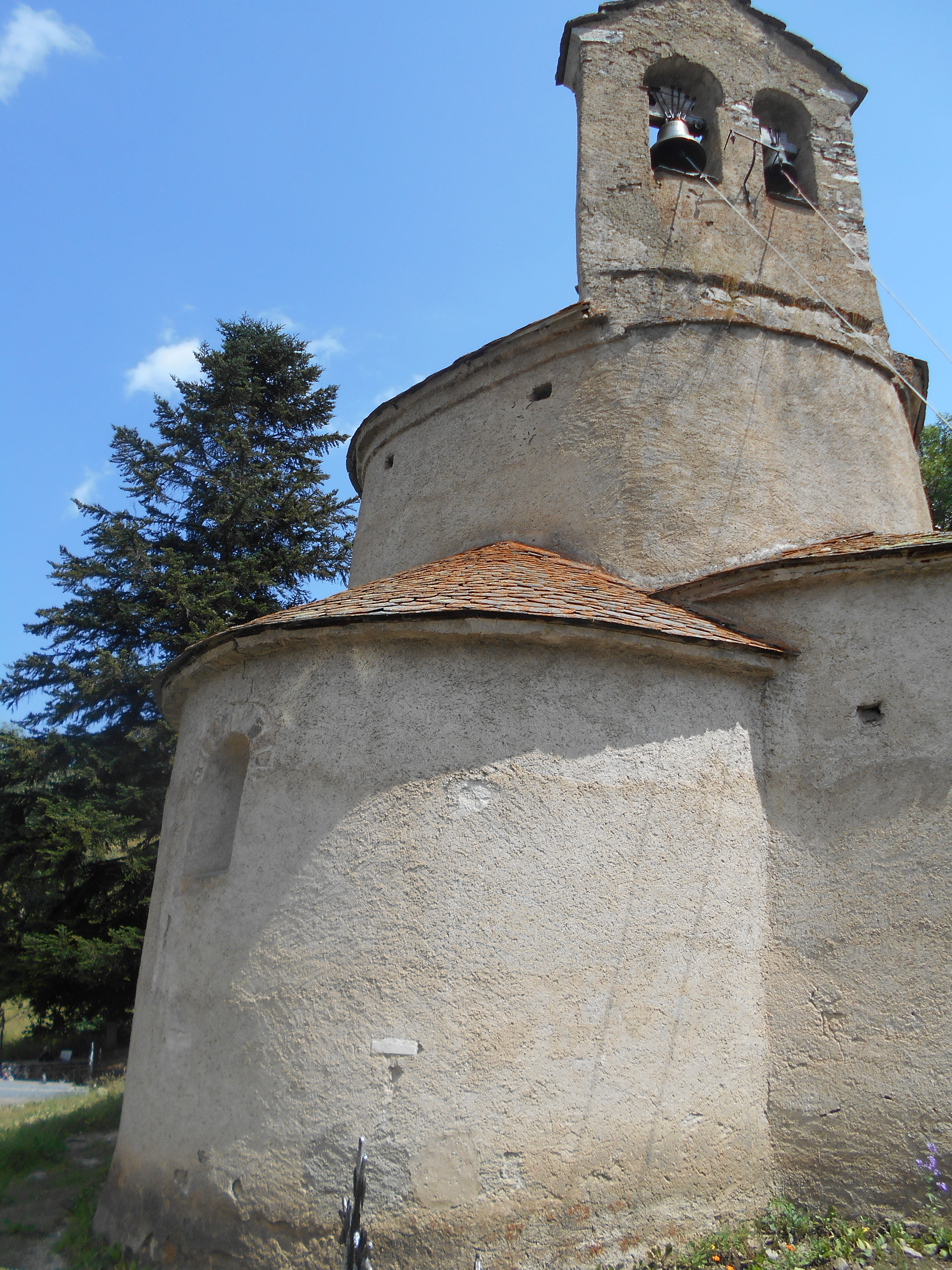
Absis septentrional

Aquesta original església destaca per la seva planta gens habitual, única en el romànic dels Països Catalans, que consisteix en unes parets mestres que formen una espècie de cercle una mica irregular, el qual està superposat a un triangle equilàter, i al seu torn aquest ho està a una mena de trèvol format per tres absidioles. Així doncs, exteriorment l'església destaca de fet per les absidioles i pels vèrtexs del triangle que sobresurten entre cadascuna d'elles. El campanar, en la part superior, és d'espadanya amb obertures per a dues campanes. Per dins, del triangle n'arrenca un hexàgon irregular sobre el qual se sosté la cúpula del sostre.

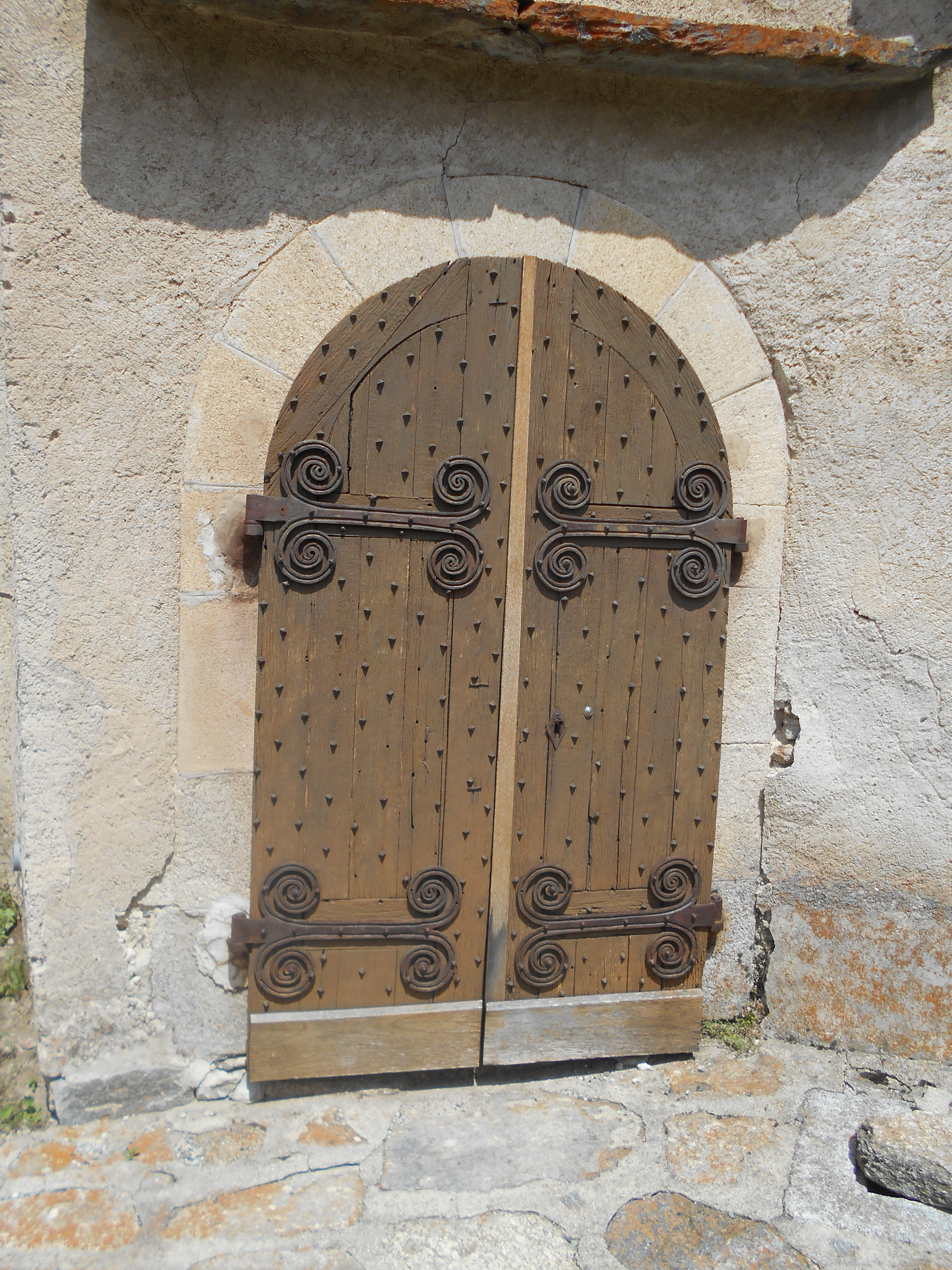
Porta amb ferramenta romànica

La porta, situada en el vèrtex occidental de l'edifici, conserva part de la ferramenta original romànica.
Encara que se li atribueixi un origen romànic del segle xi, el primer document que parla d'aquest temple data del 1442. Va ser objecte d'una restauració el segle xix. La marededéu de l'interior és una talla policromada del segle XII, i el retaule és dedicat a la Mare de Déu de la Mercè. Té gran devoció popular, que es manifesta especialment pels aplecs, per Corpus i per la Mercè (24 de setembre).
Va ser declarat monument històric de França el 1840.

## Imatges

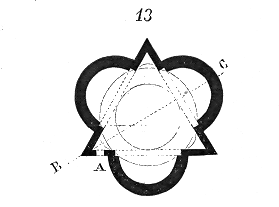
Planta de l'església
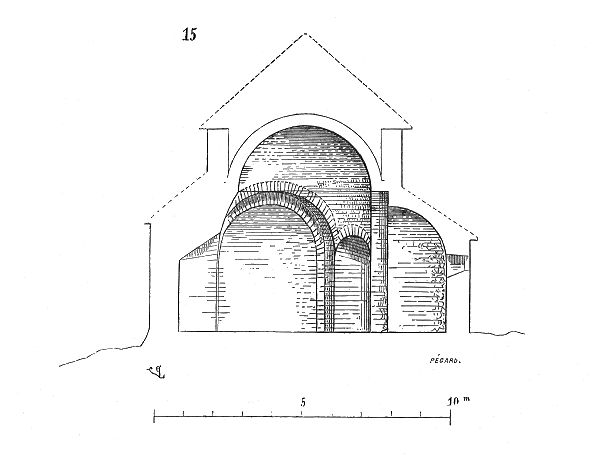
Dibuix de l'estructura interior
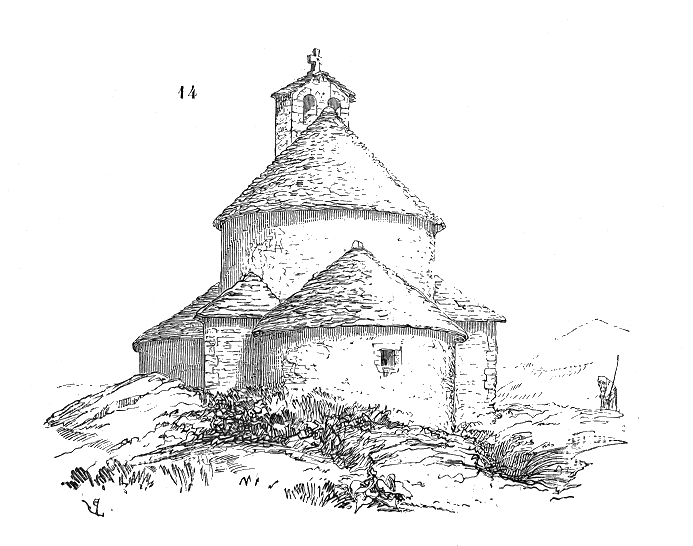
Dibuix de l'exterior